# Iyaz
Keidran Jones (15 april 1987), beter bekend als Iyaz, is een op de Britse Maagdeneilanden geboren zanger. Hij werd in Nederland en België bekend met zijn nummer Replay dat tot Alarmschijf werd benoemd op Radio 538.
Jones studeerde digital recording op school en nam muziek op, die werd gedraaid op radiostations op de Caraïben. Zanger Sean Kingston nam via MySpace contact op met Jones en de twee tekenden later een contract bij Beluga Heights Records, een label van Warner Bros.

## Discografie

### Albums
| Album met eventuele hitnotering(en) in de Nederlandse Album Top 100 | Datum van verschijnen | Datum van binnenkomst | Hoogste positie | Aantal weken | Opmerkingen |
| ------------------------------------------------------------------- | --------------------- | --------------------- | --------------- | ------------ | ----------- |
| Replay                                                              | 11-06-2010            | 12-06-2010            | 61              | 2            |             |

| Album met hitnotering(en) in de Vlaamse Ultratop 200 albums | Datum van verschijnen | Datum van binnenkomst | Hoogste positie | Aantal weken | Opmerkingen |
| ----------------------------------------------------------- | --------------------- | --------------------- | --------------- | ------------ | ----------- |
| Replay                                                      | 2010                  | 12-06-2010            | 68              | 4            |             |

### Singles
| Single met eventuele hitnotering(en) in de Nederlandse Top 40 | Datum van verschijnen | Datum van binnenkomst | Hoogste positie | Aantal weken | Opmerkingen                               |
| ------------------------------------------------------------- | --------------------- | --------------------- | --------------- | ------------ | ----------------------------------------- |
| Replay                                                        | 07-12-2009            | 16-01-2010            | 2               | 17           | Nr. 8 in de Single Top 100 / Alarmschijf  |
| Solo                                                          | 19-04-2010            | 15-05-2010            | 20              | 8            | Nr. 35 in de Single Top 100 / Alarmschijf |
| Pyramid                                                       | 2010                  | 24-07-2010            | tip2            | -            | met Charice / Nr. 53 in de Single Top 100 |

| Single met hitnotering(en) in de Vlaamse Ultratop 50 | Datum van verschijnen | Datum van binnenkomst | Hoogste positie | Aantal weken | Opmerkingen           |
| ---------------------------------------------------- | --------------------- | --------------------- | --------------- | ------------ | --------------------- |
| Replay                                               | 2009                  | 30-01-2010            | 3               | 20           |                       |
| Solo                                                 | 2010                  | 19-06-2010            | 44              | 2            |                       |
| So big                                               | 09-08-2010            | 28-08-2010            | tip18           | -            |                       |
| The mack                                             | 18-07-2011            | 06-08-2011            | tip25           | -            | met Mann & Snoop Dogg |

### Videoclips
| Jaar | Titel                            | Album               |
| ---- | -------------------------------- | ------------------- |
| 2009 | Replay                           | Replay              |
| 2010 | Solo                             | Replay              |
| 2010 | Pyramid (ft. Charice)            | Charice (Charice)   |
| 2010 | So Big                           | Replay              |
| 2011 | The Mack (ft. Mann & Snoop Dogg) | Mann's World (Mann) |
| 2011 | Pretty Girls                     |                     |

- Gemeinsame Normdatei: 141059125
- International Standard Name Identifier: 0000 0000 7913 5602
- Library of Congress Control Number: no2010074888
- MusicBrainz: 3bf30073-ce4e-4207-88d2-ad83677b0387
- Virtual International Authority File: 37145969927732250160